# قائمة أعلام فلسطين
هذه قائمة بأعلام فلسطين.

## أعلام رسمية
| علم | تاريخ     | استخدام    | وصف |
| --- | --------- | ---------- | --- |
|     | 2006–الآن | علم الدولة | علم ثلاثي الألوان يتكون من 3 شرائط من الأسود (أعلى) والأبيض والأخضر بوجود مثلث أحمر يسار العلم. العلم مشابه لعلم الأردن دون النجمة البيضاء في المثلث الأحمر. |

## أعلام حكومية
| علم | تاريخ     | استخدام   | وصف                                            |
| --- | --------- | --------- | ---------------------------------------------- |
|     | 1996–الآن | علم رئاسي | علم الدولة بوجود الشعار عند الرأس أسفله سيفين. |

## أعلام تاريخية
| علم | تاريخ     | استخدام                            | وصف |
| --- | --------- | ---------------------------------- | --- |
|     | 637–661   | راية الخلافة الراشدة               | راية سوداء |
|     | 661–750   | راية الدولة الأموية                | راية بيضاء |
|     | 750–969   | راية الدولة العباسية               | راية سوداء |
|     | 969–1099  | راية الدولة الفاطمية               | راية خضراء |
|     | 1099–1291 | علم مملكة بيت المقدس               | علم أبيض بصليب ذهبي في المنتصف مقسم إلى 4 أرباع كل ربع منها به صليب أصغر                                                                                      |
|     | 1177–1250 | راية الدولة الأيوبية               | راية صفراء |
|     | 1250–1517 | راية سلطنة المماليك                | علم ثلاثي الألوان به 3 شرائط أفقية، شريطتان صفراوتان (أعلى وأسفل) وشريطة خضراء في المنتصف بوجود شريطة بيضاء رأسية يمين العلم.                                 |
|     | 1517–1844 | علم الدولة العثمانية               | علم أحمر به شكل بيضاوي أخضر بداخله 3 أَهِلَّة (جمع هلال) صفراء.                                                                                                   |
|     | 1844–1920 | علم الدولة العثمانية               | علم أحمر به هلال ونجمة. |
|     | 1927–1948 | علم الانتداب البريطاني على فلسطين  | راية حمراء وعليها كلمة "Palestine" داخل دائرة بيضاء. |
|     | 1920–1948 | علم المندوب السامي                 | علم المملكة المتحدة وفي المنتصف تاج ملكي تحته جملة "Palestine High Commissioner".                                                                             |
|     | 1929–1948 | راية الجمارك والبريد               | راية زرقاء وعليها كلمة "Palestine" داخل دائرة بيضاء. |
|     | 1938      | العلم المستخدم في ثورة فلسطين 1936 | نفس العلم الحالي بوجود هلال و‌صليب داخل المثلث الأحمر. |
|     | 1948–1959 | علم حكومة عموم فلسطين              | نفس علم الثورة العربية؛ علم رباعي يتكون من 3 شرائط أفقية ألوانها الأسود (أعلى) والأخضر والأبيض بوجود مثلث أحمر يسار العلم.                                    |
|     | 1948–1967 | علم الإدارة الأردنية للضفة الغربية | نفس علم الأردن. |
|     | 1959–1967 | علم الإدارة المصرية لقطاع غزة      | علم ثلاثي الألوان يتكون من 3 شرائط أفقية ألوانها الأحمر (أعلى) والأبيض والأسود بوجود نجمتين خماسيتين خضراوتين في منتصف الشريطة البيضاء. نفس علم سوريا الحالي. |
|     | 1964–2006 | علم الدولة                         | مشابه للعلم الحالي لكن المثلث أقصر. |

## أعلام تقسيمات
| علم | تاريخ | استخدام   | وصف                                                                                              |
| --- | ----- | --------- | ------------------------------------------------------------------------------------------------ |
|     |       | علم القدس | علم ثلاثي الألوان يتكون من 3 شرائط من الأحمر (أعلى) والأبيض والأسود وتوجد نجمة خضراء في المنتصف. |

## أعلام مقترحة
| علم | تاريخ          | اسم | المصمم             | الوصف | ملاحظات/مراجع |
| --- | -------------- | --- | ------------------ | ----- | ------------- |
|     | 20 أكتوبر 1929 |     | منير الدقاق        |       | [ 1 ]         |
|     | 9 نوفمبر 1929  |     | حسين مقدادي        |       | [ 1 ]         |
|     | 1929           |     | "عربي من حيفا"     |       | [ 1 ]         |
|     | 1929           |     | "عربي من حيفا"     |       | [ 1 ]         |
|     | 1929           |     | "عربي من حيفا"     |       | [ 1 ]         |
|     | 1929           |     | "عربي من حيفا"     |       | [ 1 ]         |
|     | 1929           |     | "عربي من حيفا"     |       | [ 1 ]         |
|     | 1929           |     | "عربي من حيفا"     |       | [ 1 ]         |
|     | 1929           |     | "عربي من حيفا"     |       | [ 1 ]         |
|     | 1929           |     | "عربي من حيفا"     |       | [ 1 ]         |
|     | 1929           |     | "عربي من حيفا"     |       | [ 1 ]         |
|     | 1929           |     | "عربي من حيفا"     |       | [ 1 ]         |
|     | 1929           |     | إلياس حنا الرنتيسي |       | [ 1 ]         |
|     | 1929           |     | حمدي كنعان         |       | [ 1 ]         |
|     | 25 أكتوبر 1929 |     | أسماء طوبي         |       | [ 1 ]         |
|     | 9 نوفمبر 1929  |     | "جليلي"            |       | [ 1 ]         |
|     | 1929           |     | أسعد شوفاني        |       | [ 1 ]         |
|     | 1929           |     | أسعد شوفاني        |       | [ 1 ]         |
|     | 1929           |     | أسعد شوفاني        |       | [ 1 ]         |